# دهستان خرم‌آباد
دهستان خرم آباد نام دهستانی در بخش اسفرورین شهرستان تاکستان، استان قزوین در ایران است. براساس سرشماری مرکز آمار ایران در سال ۱۳۸۵، جمعیت آن ۶٬۴۵۹ نفر (۱٬۵۴۵  خانوار) بوده‌است.